# 佛堂
佛堂，是指安放、供奉、禮拜佛像的專門建築物或房間，包括位於佛寺內的佛殿以及其他用作供佛的建築物或住宅內用作供佛的房間，藉以禮拜、祈福，或作功課修行之用。佛堂，最早由古印度佛教石窟「支提堂」（巴利語：cetiya，梵文：caitya）演變而來。
佛寺裡的佛堂常以所供奉之佛命名，如供奉佛祖釋迦牟尼的佛堂稱為釋迦堂，供奉藥師佛的佛堂稱為藥師堂等。

## 一貫道
一贯道亦有设立佛堂的传统，但其供奉的对象主要是明明上帝及弥勒菩萨等，并设立三盏佛灯。一贯道的佛堂主要分为公共佛堂及家庭佛堂。